# ناوچه سبک کلاس دانگی
ناوچهٔ سبک کلاس دانگی (به انگلیسی: Donghae-class corvette) یک کلاس از کشتی به طول ۷۸٫۱ متر (۲۵۶ فوت ۳ اینچ) است.